# Festival Eurovisão da Canção Júnior 2020
O Festival Eurovisão da Canção Júnior 2020 será a 18ª edição do Festival Eurovisão da Canção Júnior, organizado pela União Europeia de Radiodifusão (EBU).A final do Festival está marcada para o dia 29 de novembro de 2020 e será realizado no Estúdio 5 da sede da Televisão Polonesa em Varsóvia,capital da Polónia.Esta será a primeira vez na história do evento em que um país sediará por dois anos seguidos o evento.
Doze países participaram do concurso, tendo o menor número de participantes desde o concurso de 2013 (com alguns países apontando a situação pandêmica do COVID-19 e as restrições de viagem como o motivo de sua desistência), com a Alemanha participando pela primeira vez.
Valentina foi a vencedora do concurso com a canção "J'imagine". Esta foi a primeira vitória da França na competição, bem como sua primeira vitória em um evento do Eurovision desde o Eurovision Young Dancers 1989. Cazaquistão e Espanha terminaram em segundo e terceiro lugares, respectivamente, pelo segundo ano consecutivo. A Holanda e a Bielorrússia completaram os cinco primeiros, com a Holanda terminando em quarto também pelo segundo ano consecutivo. A Alemanha, país estreante, terminou em último.

## Localização
O concurso de 2020 acontecerá na Polônia, após a vitória do país na edição de 2019 com a música "Superhero", apresentada por Viki Gabor. Será a sétima vez que o concurso será realizado no país vencedor do ano anterior. A TVP se tornou a primeira emissora a sediar dois concursos seguidos.

### Processo da Escolha da cidade
Após a vitória da Polônia no concurso de 2019, em Gliwice, o diretor-geral da emissora pública polonesa Telewizja Polska, Jacek Kurski,que se caso o país ganhasse pela segunda vez consecutiva,a emissora iria se candidatar para sediar o evento novamente. No entanto, Kurski afirmou que a possibilidade de duas edições consecutivas do evento na Polônia poderia ser desaprovada pela EBU. Após um período de incerteza, na última semana de dezembro de 2019, foi relatado pelo jornal Wyborcza, que alguns vereadores da cidade de Cracóvia estavam manifestando interesse em aceitar a proposta de que o concurso a ser realizado na cidade se concentrasse na Arena Tauron. Alguns dias depois, em 8 de janeiro de 2020, a proposta foi discutida na Câmara Municipal e aceita pela maioria de seus membros. A Polônia foi confirmada como país anfitrião em março de 2020. A atual vencedora, Viki Gabor, também expressou seu desejo de que o evento fosse realizado em Cracóvia, seu local de residência. Naquele momento,a cidade-sede ainda não havia sido anunciada oficialmente, mas o jornal local Gazeta Krakowska informou que o evento seria realizado na cidade usando a a informação de que já existia um contrato no qual a cidade disponibilizaria os locais necessários (incluindo a Tauron Arena) e a responsabilidade dos custos ficaria com a TVP. Após o cancelamento do Festival Eurovisão da Canção 2020 devido à pandemia de COVID-19,os trabalhos foram suspensos por tempo indeterminado por razões de segurança. Em 16 de maio de 2020, durante a exibição do Eurovision: Europe Shine a Light, anunciou se que o Junior Eurovision Song Contest 2020 seria realizado em um estúdio de televisão em Varsóvia, em 29 de novembro.Em seu breve contato com os apresentadores, Gabor também revelou o logotipo e o slogan da competição.
Legenda:  †   Cidade Selecionda
| Cidade   | Local               |
| -------- | ------------------- |
| Cracóvia | Tauron Arena Kraków |
| Varsóvia | ATM Studio          |
| Varsóvia | Transcolor Studio   |

## Formato

### Design
O slogan desta edição é chamado de "#MoveTheWorld!" e revelado em 16 de maio de 2020, durante a exibição do evento especial "Eurovision: Europe Shine a Light" por Viki Gabor.Neste mesmo momento,o site oficial do festival revelou que o argumento usado para a escolha do slogan foi o seguinte:O conceito criativo por trás do slogan é que, quando crianças, acreditamos erroneamente que todas as coisas importantes são feitas por pessoas de renome: cientistas, astronautas, atletas e atores. Queremos nos tornar eles, porque, aos nossos olhos, são eles que estão movendo o mundo. Mas esse não é o caso: todos os dias, milhões de pessoas em todo o mundo realizam suas tarefas diárias com capacidade e cuidado. Juntos, eles são os que realmente estão movendo o mundo. O slogan deste ano honra o poder coletivo que mantemos juntos

### Novo supervisor executivo
Em janeiro de 2020,a União Europeia de Radiodifusão (EBU/UER) anunciou que o sueco Martin Österdahl se tornaria o novo supervisor executivo a partir do 2020,substituindo o norueguês Jon Ola Sand que exerceu as funções durante 10 anos. Antes da nomeação, Österdahl havia sido produtor executivo da versão adulta em duas edições (2013 e 2016) e sendo membro do grupo de referência da entidade entre 2012 e 2018.

### Performances
Esta será a primeira vez desde a qualificatória interna realizada para o Festival Eurovisão da Canção 1996 em que um evento relacionado ao selo Eurovision irá acontecer totalmente de forma remota,com cada artista se apresentando de forma remota de um estúdio de televisão em seus países.Para dar confiança e lisura na competição, as 13 emissoras se comprometeram a dar condições iguais para cada um dos participantes usando palcos com as mesmas dimensões e desenho e também os mesmos recursos técnicos por meio de performances pré-gravadas ao mesmo tempo no dia anterior.A abertura,o ato de intervalo e a votação serão transmitidos ao vivo de Varsóvia.

### Votação
Devido aos protocolos de segurança esta será primeira vez desde 2012 em que porta-vozes dos júris técnicos ficarão alocados em seus países.

## Lista de países participantes
Em 9 de setembro,a EBU divulgou que 13 países haviam confirmado a sua participação.Sendo que esta seria a menor edição realizada desde desde 2013,totalizando seis países a menos do que a edição anterior.Austrália,Gales,Irlanda e Macedônia do Norte anunciaram previamente que não enviariam representantes devido as medidas relacionadas a pandemia de COVID-19.Enquanto que Itália e Portugal desistiram por motivos desconhecidos,apesar de terem confirmado a sua participação anteriormente.Este ano será também será marcado também pela aguardada estreia da Alemanha,que será o último país do grupo chamado de BIG 5 do festival adulto a participar do certame. Algumas horas mais tarde,a EBU confirmou que as negociações para a confirmação de outros países participantes ainda estava aberta.A entidade ainda confirmou que o número máximo de países envolvidos ainda não pode ultrapassar 20.
Os seguintes países tiveram a confirmação de sua participação anunciada no dia 09 de setembro de 2020:
| #  | Países        | Artista             | Musica                            | Língua            | Lugar | Pontos | Lugar da atuação |
| -- | ------------- | ------------------- | --------------------------------- | ----------------- | ----- | ------ | ---------------- |
| 01 | Alemanha      | Susan               | "Stronger with You"               | alemão, inglês    | 12    | 66     | Hamburgo         |
| 02 | Cazaquistão   | Karakat Bashanova   | "Forever"                         | Cazaque, inglês   | 2     | 152    | Almaty           |
| 03 | Países Baixos | UNITY               | "Best Friends"                    | holandês, inglês  | 4     | 132    | Aalsmeer         |
| 04 | Sérvia        | Petar Aničić        | "Heartbeat"                       | sérvio, inglês    | 11    | 85     | Varsóvia         |
| 05 | Bielorrússia  | Arina Pehtereva     | "Aliens"                          | Russo, inglês     | 5     | 130    | Minsk            |
| 06 | Polónia       | Ala Tracz           | "I'll Be Standing"                | Polonês, inglês   | 9     | 90     | Varsóvia         |
| 07 | Geórgia       | Sandra Gadelia      | "You Are Not Alone"               | Georgiano, inglês | 6     | 111    | Tiblíssi         |
| 08 | Malta         | Chanel Monseigneur  | "Chasing Sunsets"                 | inglês            | 8     | 100    | Varsóvia         |
| 09 | Rússia        | Sofia Feskova       | "My New Day"                      | Russo, inglês     | 10    | 88     | Moscow           |
| 10 | Espanha       | Soleá               | "Palante"                         | Espanhol          | 3     | 133    | Madrid           |
| 11 | Ucrânia       | Oleksandr Balabanov | "Vidkryvai (Open Up)" (Відкривай) | Ucraniano, inglês | 7     | 106    | Varsóvia         |
| 12 | França        | Valentina           | "J'imagine"                       | Francês           | 1     | 200    | Paris            |

## Resultado

### Resultados do júri
| Divida o júri/resultados online | Divida o júri/resultados online | Divida o júri/resultados online | Divida o júri/resultados online | Divida o júri/resultados online |
| Local                           | Júri                            | Pontos                          | Votação online                  | Pontos                          |
| ------------------------------- | ------------------------------- | ------------------------------- | ------------------------------- | ------------------------------- |
| 1                               | França                          | 88                              | França                          | 112                             |
| 2                               | Cazaquistão                     | 83                              | Espanha                         | 73                              |
| 3                               | Bielorrússia                    | 73                              | Cazaquistão                     | 69                              |
| 4                               | Geórgia                         | 69                              | Países Baixos                   | 64                              |
| 5                               | Países Baixos                   | 68                              | Bielorrússia                    | 57                              |
| 6                               | Espanha                         | 60                              | Ucrânia                         | 54                              |
| 7                               | Ucrânia                         | 52                              | Sérvia                          | 50                              |
| 8                               | Malta                           | 51                              | Malta                           | 49                              |
| 9                               | Polónia                         | 46                              | Polónia                         | 44                              |
| 10                              | Rússia                          | 44                              | Rússia                          | 44                              |
| 11                              | Sérvia                          | 35                              | Geórgia                         | 42                              |
| 12                              | Alemanha                        | 27                              | Alemanha                        | 39                              |

|             |               | Results |            |             |        |         |        |         |       |        |       |         |        |    |    |
| Total score | Online voting | Germany | Kazakhstan | Netherlands | Serbia | Belarus | Poland | Georgia | Malta | Russia | Spain | Ukraine | France |    |    |
| Contestants | Alemanha      | 66      | 39         |             | 5      |         | 2      | 3       | 2     | 2      | 5     |         |        | 2  | 6  |
| Contestants | Cazaquistão   | 152     | 69         | 3           |        | 8       | 10     | 10      | 3     | 12     | 10    | 12      | 4      | 7  | 4  |
| Contestants | Países Baixos | 132     | 64         | 12          | 7      |         | 4      | 5       | 8     | 6      | 6     | 2       | 10     | 5  | 3  |
| Contestants | Sérvia        | 85      | 50         |             | 3      | 4       |        | 4       |       | 5      | 2     | 3       | 1      | 1  | 12 |
| Contestants | Bielorússia   | 130     | 57         | 7           | 12     | 1       | 12     |         | 12    | 3      | 7     | 6       | 5      | 6  | 2  |
| Contestants | Polônia       | 90      | 44         | 2           | 6      | 5       | 8      | 2       |       | 8      | 8     | 4       | 2      |    | 1  |
| Contestants | Georgia       | 111     | 42         | 5           | 10     | 6       | 5      | 1       | 5     |        | 1     | 7       | 12     | 12 | 5  |
| Contestants | Malta         | 100     | 49         | 1           |        | 7       | 1      | 6       | 6     | 10     |       | 1       | 7      | 4  | 8  |
| Contestants | Russia        | 88      | 44         | 6           | 4      | 3       |        | 8       | 4     |        | 3     |         | 3      | 3  | 10 |
| Contestants | Espanha       | 133     | 73         | 10          | 2      | 10      | 6      | 7       | 7     | 1      | 4     | 5       |        | 8  |    |
| Contestants | Ucrânia       | 106     | 54         | 4           | 1      | 2       | 3      |         | 10    | 7      |       | 10      | 8      |    | 7  |
| Contestants | França        | 200     | 112        | 8           | 8      | 12      | 7      | 12      | 1     | 4      | 12    | 8       | 6      | 10 |    |

#### 12 points
| N. | País          | De:           |
| -- | ------------- | ------------- |
| 3  | Bielorrússia  | Cazaquistão   |
| 3  | Bielorrússia  | Polónia       |
| 3  | Bielorrússia  | Sérvia        |
| 3  | França        | Bielorrússia  |
| 3  | França        | Malta         |
| 3  | França        | Países Baixos |
| 2  | Geórgia       | Espanha       |
| 2  | Geórgia       | Ucrânia       |
| 2  | Cazaquistão   | Geórgia       |
| 2  | Cazaquistão   | Rússia        |
| 1  | Países Baixos | Alemanha      |
| 1  | Sérvia        | França        |

### Votação online
De acordo com a EBU, um total de mais de 4,5 milhões de votos válidos foram recebidos durante as janelas de votação.
| Países        | Votos      | %      | Pontos |
| ------------- | ---------- | ------ | ------ |
| França        | ~723,099   | ~16.07 | 112    |
| Espanha       | ~471,306   | ~10.47 | 73     |
| Cazaquistão   | ~445,481   | ~9.90  | 69     |
| Países Baixos | ~413,199   | ~9.18  | 64     |
| Bielorrússia  | ~368,006   | ~8.18  | 57     |
| Ucrânia       | ~348,637   | ~7.75  | 54     |
| Sérvia        | ~322,812   | ~7.17  | 50     |
| Malta         | ~316,356   | ~7.03  | 49     |
| Polónia       | ~284,075   | ~6.31  | 44     |
| Rússia        | ~284,075   | ~6.31  | 44     |
| Geórgia       | ~271,162   | ~6.03  | 42     |
| Alemanha      | ~251,793   | ~5.60  | 39     |
| Total         | ~4,500,000 | 100.00 | 697    |

## Outros países
Para que um país seja elegível para participação em potencial no Junior Eurovision Song Contest, ele precisa ser um membro ativo da UER. Até ao momento não se sabe se todos os 56 membros da instituição receberam os convites relacionados a participação do evento.como acontece com a versão adulta do evento .

### Possíveis participações
Os seguintes países que participaram da edição anterior em 2019 ainda não anunciaram suas intenções relacionadas a participação neste ano. mas ainda não anunciaram se pretendem participar do concurso de 2020:
- Itália – O Rai Gulp se manifestou em sua conta de Instagram em 4 de novembro de 2019 que a emissora iria enviar um representante para esta edição;[29] Apesar disso até o dia 31 de outubro de 2020,a emissora ainda não confirmou oficialmente a sua participação e que a decisão de enviar um participante ainda seria tomada de forma oficial.[30]

### Renúncias
- Albânia –A Albânia não apareceu na lista final de participantes divulgada no dia 8 de setembro.No entanto,ao contrário dos outros países que renunciaram os motivos eram originalmente desconhecidos.[1] Alguns dias mais tarde,o site especializado ESC Plus divulgou que o motivo da desistência eram as medidas relacionadas a pandemia de COVID-19.[31]
- Arménia – Inicialmente, o país estava na lista original dos participantes confirmados no dia 8 de setembro.[1] Apesar disso, no dia 5 de novembro de 2020,David Tserunyan chefe de delegação do país confirmou por meio de sua conta no Instagram que pela primeira vez na história do certame,a Armênia não iria enviar um representante.A decisão foi tomada motivada pela lei marcial imposta no país como um dos resultados da guerra de Nagorno-Karabakh.[32] Ele ainda revelou que Maléna Fox tinha sido escolhida de forma interna.[33]
- Austrália – Em julho de 2020,a SBS,na condição de membro associado da EBU, anunciou que pela primeira vez na história não estaria enviando um participante,motivada pelas medidas tomadas pelo governo do país relacionadas a pandemia de COVID-19.[34]
- País de Gales – Em abril de 2020,a S4C e a produtora Rondo Media suspenderam a execução dos contratos relacionados a seleção nacional devido as questões financeiras impostas pela pandemia de COVID-19 aos cofres públicos do país.[35] Em 14 de julho de 2020,a emissora confirmou ao site especializado Eurovox que ficaria ausente desta edição e que tinha esperanças de que retornasse ao evento em 2021.[36]
- Irlanda – Apesar de ter confirmado as sua participação em janeiro de 2020,o TG4 anunciou em julho do mesmo ano a reversão da decisão devido ao fechamento das fronteiras do país,como medida sanitária em relação a pandemia de COVID-19.[37]
- Macedónia do Norte – Em 20 de julho de 2020,a MRT anunciou que ficaria um ano ausente do evento devido a situação causada pela pandemia de COVID-19.[38]
- Portugal – A Rádio e Televisão de Portugal (RTP) confirmou de forma provisória que estaria participando nesta edição. Posteriormente,a emissora confirmou que estaria envolvida na competição caso ela realmente acontecesse.[39] Surpreendentemente, o nome do país não estava na lista final de participantes anunciada no dia 8 de setembro.[12]No dia seguinte,a RTP respondeu de forma oficial que a desistência foi motivada pelo impacto financeiro da pandemia de COVID-19 no orçamento da emissora.[40]

### Antigos Participantes
- Bélgica - VRT[41]
- Bulgária - Em dezembro de 2019, a Televisão Nacional da Bulgária (BNT) afirmou que não tinha planos de voltar ao concurso a época, pois estava reconsolidando sua participação no concurso para adultos. A Bulgária participou pela última vez em 2016.[42]
- Chipre – Em 23 de julho de 2020,a CyBC confirmou sem nenhum motivo que o país passará mais um ano sem enviar um participante.[43]
- Dinamarca - Em abril de 2020, a emissora dinamarquesa DR afirmou que não voltaria ao concurso em 2020, com o chefe de entretenimento Jan Lagermand Lundme afirmando que não queria que as crianças "brincassem com adultos". A Dinamarca participou pela última vez em 2005.[44]
- Eslovénia – A RTVSLO confirmou sem nenhum motivo que o país passará mais um ano sem enviar um participante.[45]
- Grécia - Em junho de 2020, foi relatado que a emissora grega ERT estava pensando seriamente em voltar ao concurso em 2020.[46] No entanto, semanas depois, foi revelado que os diretores da emissora decidiram pelo não retorno imediato.[47] A Grécia participou pela última vez em 2008.
- Israel –A  KAN  confirmou sem nenhum motivo que o país passará mais um ano sem enviar um participante.[48]
- Letónia – LTV confirmou sem nenhum motivo que o país passará mais um ano sem enviar um participante.[49]
- Moldávia – A TRM confirmou sem nenhum motivo que o país passará mais um ano sem enviar um participante.[50]
- Noruega – A NRK anunciou que o programa não se encaixa na atual proposta da emissora.[51]
- Roménia – A TVR confirmou sem nenhum motivo que o país passará mais um ano sem enviar um participante.[45]
- San Marino –A  SMRTV confirmou sem nenhum motivo que o país passará mais um ano sem enviar um participante.[45]
- Suécia – Em janeiro de 2020,o chefe do canal infantil da SVT Safa Safiyari,divulgou que a Sveriges Television não tinha interesse em retornar a competição alegando que neste momento, "ele não se enquadraria naquilo que nós estamos querendo no nosso conteúdo".Ele ainda não desmentiu nem confirmou que a emissora estaria interessada em retornar no futuro.A última participação do país foi em 2014.[52]
- Suíça – A SRF confirmou sem nenhum motivo que o país passará mais um ano sem enviar um participante.[53]
- Reino Unido – Em julho de 2020,a BBC divulgou que uma decisão final sobre a participação ainda teria que ser tomada.[54] A última participação do Reino Unido de forma unificada foi em 2005,sendo que a competência desta participação era feita pela  ITV.

### Futuros Participantes
- Chéquia – Em 2 de julho de 2020,a ČT revelou que não tinha nenhuma intenção de participar do evento no futuro[45]
- Escócia - Em junho de 2019, a BBC Alba afirmou que foram realizadas conversas que poderiam permitir sua participação em 2020.[55] No entanto, em abril de 2020, a emissora anunciou que não tinha planos de estrear no concurso em 2020.[56]
- Estónia – ETV[45]
- Islândia – Em dezembro de 2019,o chefe de delegação da RÚV,Felix Bergsson divulgou que não existiam discussões internas sobre o tema.[57]
- Turquia – TRT[58]